# امیل راینکه
امیل راینکه (انگلیسی: Emil Reinecke; ۲۶ آوریل ۱۹۳۳ – ۴ مهٔ ۲۰۱۱) دوچرخه‌سوار اهل آلمان بود.